# Föreningen Sveriges Framtid
Föreningen Sveriges Framtid (FSF), senare Riksfronten och Folksocialistisk samling, var en svensk högerextrem, invandrarfientlig och senare öppet nynazistisk grupp bildad i Nacka 1989 med Leif Larsson som ledare. Larsson hade tidigare varit ledare för Nordiska rikspartiets "riksaktionsgrupp", RAG. Under denna tid hade föreningen ett 80-tal sympatisörer.
Sedan Larsson dömts till fängelse för grov misshandel efterträddes han som ledare av Torulf Magnusson.  Under Magnussons ledning bytte FSF under våren 1991 namn till Riksfronten, som en markering av att man anslutit sig till Nysvenska Rörelsen, där man alltså skulle utgöra en egen sektion. Pressorganet hette efter namnbytet Rikslarm.
Magnusson efterträddes i sin tur av Pär Öberg, under vars ledning gruppen återigen bytte namn, denna gång till Folksocialistisk samling. I samband med detta bytte också Rikslarm namn till Den Svenske Folksocialisten. Högkvarteret var placerat i Fagersta.[när?] Gruppen upplöstes slutligen in maj 1997, och merparten av aktivisterna gick över till Nationalsocialistisk front.
Den ursprunglige partiledaren Leif Larsson kom senare att bli talesman för Hembygdspartiet. Bland FSF:s övriga medlemmar märks Patrik Ehn, senare sverigedemokratisk politiker.